# Enfermero registrado

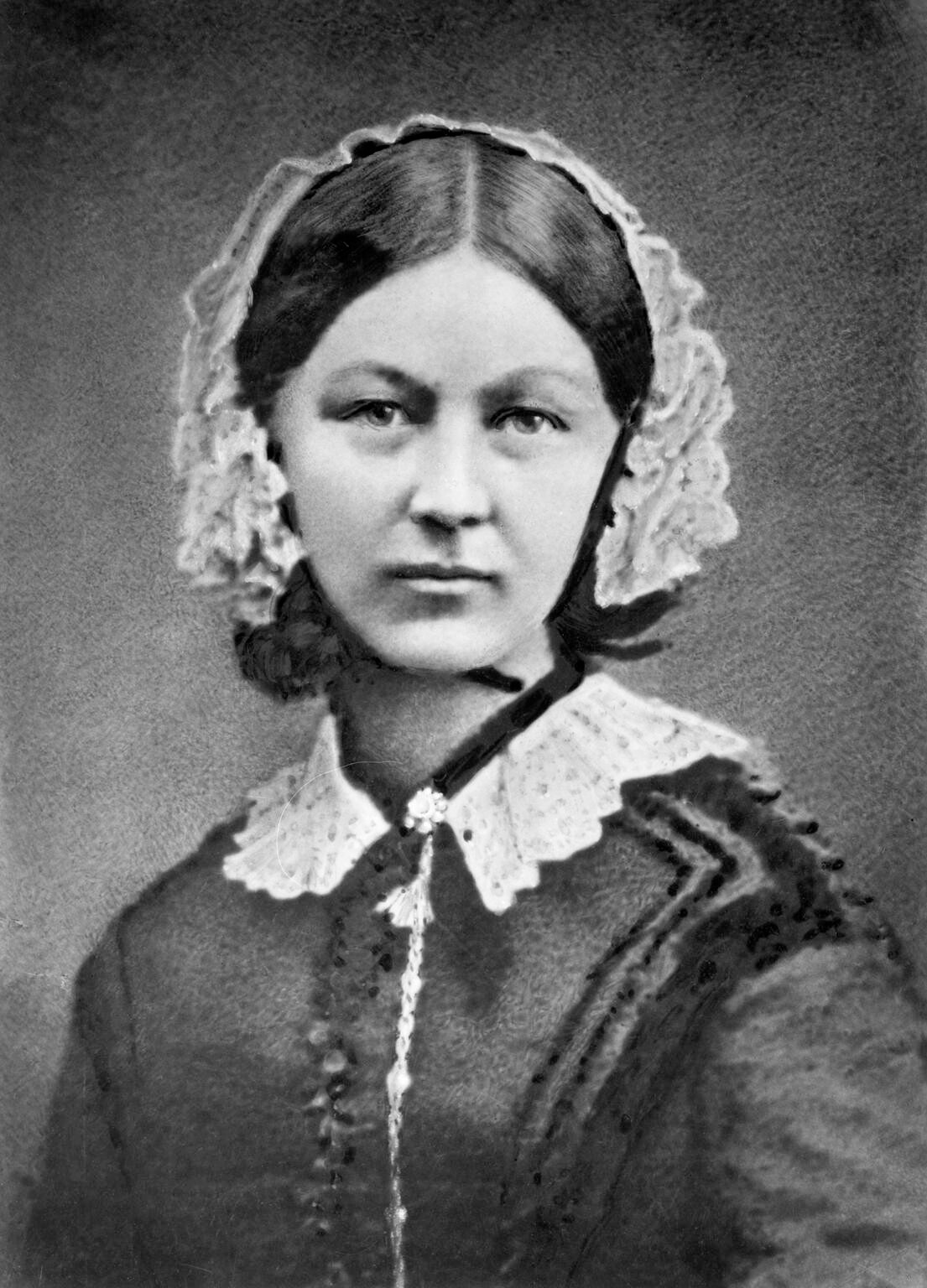
Florence Nightingale, fundadora de la enfermería moderna.

Un Registered Nurse o enfermero registrado (RN, por sus siglas en inglés) es un enfermero que se ha graduado o superado con éxito un programa de enfermería en una escuela o universidad de enfermería reconocida y ha cumplido los requisitos establecidos por un país, estado, provincia u organismo similar autorizado por el gobierno para obtener una licencia de enfermería.El ámbito de la práctica de un enfermero registrado viene determinado por la legislación y está regulado por un organismo o consejo profesional.
Los enfermeros registrados trabajan en una amplia variedad de entornos profesionales y a menudo se especializan en un campo de práctica. Dependiendo de la jurisdicción, pueden ser responsables de supervisar los cuidados prestados por otros profesionales sanitarios, es decir por estudiantes de enfermería, enfermeros prácticos con licencia, personal asistencial no titulado y enfermeros registrados con menos experiencia.
Por lo general, los enfermeros registrados deben cumplir un requisito mínimo de horas de práctica y realizar formación continua para mantener su licencia. Además, algunas jurisdicciones exigen que el enfermero registrado esté libre de condenas penales graves.

## Historia
Florence Nightingale fue una enfermera británica que sentó las bases de la enfermería moderna. Nightingale obtuvo su experiencia durante la Guerra de Crimea. En 1860, Nightingale creó el Hospital St. Thomas y la Escuela de Formación de Enfermeras Nightingale.

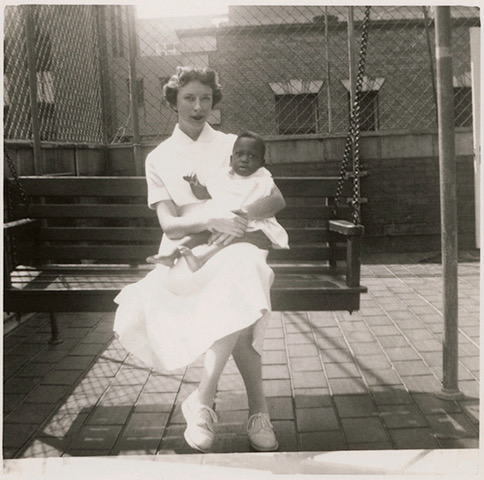
Enfermera registrada en el Jefferson Medical College Hospital 1952

A principios del siglo XX comenzó el registro de enfermeras por parte de consejos o juntas de enfermería.En 1901, Nueva Zelanda registró a la primera enfermera con el establecimiento de la Ley de Registro de Enfermeras.Las enfermeras debían completar tres años de formación y aprobar un examen administrado por el Estado. El registro garantizaba cierta coherencia en la formación de las nuevas enfermeras, y el título solía estar protegido por ley. En California, por ejemplo, a partir de 1905 se consideró un delito menor pretender ser enfermera registrada sin un certificado de registro. En la actualidad, los requisitos para obtener la licencia de enfermero registrado en Estados Unidos suelen incluir la obtención de un grado de asociado (community college) o de bachillerato (college o universidad) en enfermería, así como la superación de un examen.
Las leyes de registro permitían a las autoridades cierto grado de control sobre quién era admitido en la profesión. Los requisitos variaban según el lugar, pero a menudo incluían la estipulación de que el solicitante debía ser « de buena conducta moral »y no tener problemas mentales o físicos que le incapacitaran para ejercer.
Antes de la década de 1870, la mayoría de las personas eran atendidas en casa por sus familiares. La visión de la enfermería empezó a cambiar a medida que se producían más avances médicos a finales del siglo XIX y principios del XX.

## Ventajas de la enfermería
Al obtener un título de enfermería, se obtienen beneficios personales. Una ventaja personal es que la enfermería es una profesión muy respetada.Otra ventaja personal es la disponibilidad de puestos de trabajo; los enfermeros son muy solicitados. Asimismo, la enfermería también ofrece muchas posibilidades diferentes de empleo porque con un título de enfermería, hay muchos puestos que entran en esta categoría. Poder explorar múltiples opciones da a alguien la oportunidad de encontrar el trabajo más adecuado para sí mismo.En general, hay demanda de enfermeros en todo el mundo. La Organización Mundial de la Salud calcula que en 2030 habrá un déficit mundial de 4,5 millones de enfermeros.
Los pacientes se benefician de contar con un número suficiente de enfermeros para cubrir las necesidades de la clínica o el hospital.A medida que aumenta el número de enfermeros, aumenta también la calidad de vida de los pacientes.

## Desventajas de la enfermería
La enfermería es una profesión responsable de proporcionar cuidados de alta calidad y mantener el bienestar de los pacientes. Dicho esto, los enfermeros tienden a sentirse abrumados por varias razones. Una de ellas es la falta de cuidados de enfermería cuando la carga de trabajo se vuelve muy inmensa para los enfermeros. Muchos de ellos se enfrentan a una carga de trabajo excesiva  en sus tareas diarias y esto puede generar errores y contratiempos. La falta de tiempo para completar las tareas y el nivel de la dotación de personal también desempeñan un papel importante en la forma en que los enfermeros pueden omitir aspectos de los cuidados de la enfermería,Un indicador de la abrumadora carga de trabajo a la que se enfrentan los enfermeros es la pérdida de cuidados y actividades de la enfermería lo que les provoca estrés y ansiedad en su entorno de trabajo.A menudo los enfermeros experimentan trastornos del sueño que pueden provocar la pérdida de horas de sueño o la incapacidad para conciliar el sueño.

## Por nación

### Australia
Desde 2010, el registro de enfermeros en Australia es de ámbito nacional, tras la creación de la Nursing and Midwifery Board of Australia (NMBA), que forma parte de la Australian Health Practitioner Regulation Agency (AHPRA). Antes de 2010, el registro de enfermeros en Australia era administrado individualmente por cada estado y territorio.
El título de « Registered Nurse » (también conocido en el estado de Victoria como « Division 1 Nurse ») se concede a un enfermero que ha completado con éxito un curso aprobado por la junta en el campo de la enfermería, tal y como se indica en las normas de educación y registro definidas por la NMBA. Para cumplir las normas de registro establecidas por la NMBA, los enfermeros registrados también deben cumplir otros requisitos, como la formación profesional continua, la antigüedad en el ejercicio de la profesión, la comprobación de antecedentes penales y el dominio de la lengua inglesa.Los enfermeros registrados en la NMBA y, como tales, en la AHPRA, pueden ejercer en cualquier estado o territorio de Australia, siempre que cumplan los requisitos de los consejos de administración y los requisitos legislativos de cada estado o territorio, como la comprobación del trabajo con niños y la comprobación policial de cada estado o territorio.
En Australia, los requisitos educativos para acceder a un puesto de enfermero registrado son una licenciatura, que puede durar entre dos y cuatro años, siendo tres años la media nacional. Algunas universidades ofrecen una licenciatura « rápida » de dos años, en la que los estudiantes cursan tres años de estudios comprimidos en un periodo de dos años.Esto es posible gracias a la reducción de los semestres de verano e invierno y a la utilización de tres semestres al año en lugar de dos. Algunas universidades también ofrecen titulaciones combinadas que permiten al graduado salir del programa con un Máster en Enfermería, por ejemplo: Licenciatura en Ciencias/Máster en Enfermería, y suelen ofrecerse en un periodo de cuatro años.
La formación de postgrado en enfermería está muy extendida en Australia y los organismos empleadores, como los servicios sanitarios estatales (por ejemplo, New South Wales Health), la fomentan. Existen numerosos cursos y becas que ofrecen a los enfermeros registrados la oportunidad de mejorar sus conocimientos y ampliar su ámbito de actuación. Estos cursos se ofrecen en todos los niveles del espectro de postgrado y van desde el diploma de postgrado hasta el máster. De igual manera, estos proporcionan un marco teórico para que un enfermero registrado pueda asumir un puesto de práctica avanzada como Enfermero Clínico Especialista (CNS, por sus siglas en inglés), Enfermero Clínico Consultor (CNC, por sus siglas en inglés) y Enfermero Practicante (NP, por sus siglas en inglés).
La enfermería rural y de zonas remotas es una subespecialidad importante en Australia y los enfermeros registrados con conocimientos prácticos avanzados y que han recibido formación adicional, como Farmacoterapéutica para Enfermeros de Área Remotas (RAN, por sus siglas en inglés), Certificado de inmunización, Atención de urgencias en zonas remotas/Certificación de traumatología prehospitalaria en áreas remotas y Cursos de atención de partería en urgencias, permiten a un enfermero registrado generalista llevar a cabo una práctica avanzada para actuar de forma autónoma en determinadas situaciones clínicas bajo la guía de un «manual de tratamiento estándar», como los manuales de la Central Australian Remote Practitioners Association, CARPA (Asociación de Médicos a Distancia de Australia Central) en contraposición a las órdenes directas de un médico cuando se ejerce en un entorno remoto/aislado. Un enfermero registrado de este nivel se denominaría profesionalmente «Enfermero de Área Remota» o «Enfermero Clínico Especialista - especialidad».

### Canadá
En todas las provincias canadienses, excepto en Quebec, los nuevos enfermeros registrados deben poseer una licenciatura en Enfermería, que se obtiene a través de un programa universitario (o de colaboración) de cuatro años o de un programa puente para enfermeros prácticos titulados o enfermeros prácticos con licencia. Algunas universidades también ofrecen programas comprimidos para solicitantes que ya poseen una licenciatura en otro campo.
Antes de 2015, para obtener la licencia inicial como enfermero registrado era necesario aprobar el  Canadian Registered Nurse Examination, CRNE (Examen de enfermero registrado canadiense) ofrecido por la Canadian Nurses Association (Asociación Canadiense de Enfermería). A partir de 2015, para obtener la licencia inicial, los RN canadienses deben aprobar el examen NCLEX-RN ofrecido por el National Council of State Boards of Nursing (Consejo Nacional de Consejos Estatales de Enfermería). En Quebec, la «Ordre des infirmières et infirmiers du Québec» (Orden de Enfermeros de Quebec) administra su propio examen de licencia para el registro en la provincia.

### Dinamarca
En Dinamarca, los enfermeros están acreditados por el Ministerio de Sanidad danés. También es el ministerio el que lleva la cuenta de las infracciones y puede retirar la autorización individual.

### Hong Kong
La enfermería es una ocupación profesional autorizada en Hong Kong. La profesión está regulada por el Consejo de Enfermería de Hong Kong, un órgano estatutario. Los enfermeros de Hong Kong se dividen en enfermeros registrados y enrolled nurses (enfermeros que han cursado estudios de dos años); las primeras requieren una formación profesional más amplia.
En 2019 había un total de 59,082 enfermeros en Hong Kong, y la mayoría de los enfermeros registrados trabajaban para la Autoridad Hospitalaria. La formación de enfermería se imparte en universidades, institutos de educación postsecundaria y escuelas de enfermería hospitalarias. Los solicitantes deben completar un programa de enfermería de preinscripción de no menos de 3 años para inscribirse como enfermeros registrados. Los solicitantes formados fuera de Hong Kong deben poseer un certificado de prácticas reconocido por el Consejo de Enfermería de Hong Kong y aprobar el Examen de Licencia para el Registro.

### India
En la República de la India, la enfermería está regulada por el Consejo de Enfermería de la India.

### Malasia
En Malasia, la enfermería está regulada por la División de Enfermería del Ministerio de Sanidad de Malasia.

### Reino Unido
La enfermería en el Reino Unido es la profesión de las enfermeros registrados y los enfermeros asociados en la atención primaria y secundaria de los pacientes. Ha evolucionado desde la asistencia a médicos hasta abarcar una gran variedad de funciones profesionales. Más de 700,000 enfermeros registradosejercen, trabajando en entornos como hospitales, centros de salud, residencias de ancianos, hospicios, comunidades, ejército, prisiones y academias. La mayoría son empleados del Servicio Nacional de Salud (SNS, por sus siglas en inglés).
La enfermería se divide en cuatro campos: adultos, niños, salud mental y dificultades de aprendizaje. Dentro de ellos, los enfermeros pueden trabajar en especialidades como la atención médica o los quirófanos, y pueden especializarse aún más en áreas como la atención cardiaca.Los enfermeros suelen trabajar en equipos multidisciplinares, pero cada vez trabajan más de forma independiente, y pueden trabajar en sectores de apoyo como la educación o la investigación.
Para ejercer, todos los enfermeros asociados deben estar registrados en el Nursing and Midwifery Council, NMC (Consejo de Enfermería y Partería).Las enfermeras dentales, las enfermeras de guardería y las enfermeras veterinarias no están reguladas por el Nursing and Midwifery Council y siguen formaciones, cualificaciones y trayectorias profesionales diferentes.

### Estados Unidos
En Estados Unidos, un enfermero registrado es un profesional clínico que ha completado al menos un grado asociado en enfermería o un programa de diplomatura hospitalaria, seguido de la superación con éxito del examen NCLEX-RN para obtener la licencia inicial. Otros requisitos varían según el estado. El National Council of State Boards of Nursing (Consejo Nacional de Consejos Estatales de Enfermería) ofrece más información sobre el examen NCLEX-RN y los consejos de enfermería de cada estado. Muchos empleadores prefieren un título de BSN. Para obtener la licencia estatal, los solicitantes también deben cumplir los requisitos de enfermería clínica y aprobar el NCLEX-RN. Seis semanas antes de la graduación, los estudiantes pueden presentar una solicitud de licencia y luego inscribirse en el NCLEX-RN.
Aunque los programas de grado asociado suelen durar dos años, los grados de Associate of Science in Nursing (ASN, por sus siglas en inglés) con frecuencia tardan tres años en completarse debido al aumento del volumen de cursos de licenciatura relacionados con la profesión de enfermería, a veces como parte del propio programa y a veces como requisitos previos para la admisión. Las licenciaturas de Grado en Enfermería (BSN, por sus siglas en inglés) incluyen cursos más exhaustivos sobre liderazgo y salud comunitaria, así como más horas clínicas, y pueden completarse como ampliación de un programa de Grado Asociado o de forma independiente. Existen versiones aceleradas de ambos programas, que se consideran especialmente exigentes debido a la mayor carga lectiva necesaria para completar el programa en poco tiempo. Algunos empleadores, especialmente los hospitales, pueden exigir una licenciatura incluso para puestos de nivel inicial; sin embargo, también es cada vez más común que los hospitales contraten a personas con licencia de ASN para prácticas limitadas, con la condición de que la persona complete un BSN en un plazo determinado, normalmente de 2 a 3 años.
La certificación de especialidad está disponible a través de organizaciones como el American Nurses Credentialing Center (Centro estadounidense de acreditación de enfermeras), una filial de la American Nurses Association (Asociación Americana de Enfermeras). Tras cumplir los requisitos de admisión y aprobar el examen de certificación de especialidad correspondiente, se otorga la designación de Enfermero Registrado - Certificado por la Junta (RN-BC).
Los enfermeros registrados pueden trabajar en diversos entornos, como hospitales, consultas médicas, residencias de ancianos y servicios de atención sanitaria a domicilio. El salario medio para un enfermero registrado en 2016, según la Oficina de Estadísticas Laborales, fue de USD 68,450,00 por año con una licenciatura.Los RN pueden progresar para convertirse en especialistas en enfermería clínica, enfermeros practicantes, enfermeros parteros certificados o enfermeros anestesistas después de obtener un título de licenciado en enfermería.
En algunos estados, la ley permite a los enfermeros con titulaciones de nivel superior, como Máster en Ciencias de Enfermería (MSN, por sus siglas en inglés) o Doctor en Práctica de Enfermería (DNP, por sus siglas en inglés), trabajar con mayor autonomía, lo que les permite ejercer una medicina limitada que incluye a veces incluso la prescripción de medicamentos sin la supervisión oficial de un médico licenciado (MD o DO). Sin embargo, algunos programas de enfermería avanzada están lo suficientemente especializados para trabajar en un entorno hospitalario (por ejemplo, enfermero anestesista), por lo que no es habitual que estos enfermeros dirijan su propia consulta médica.
Los enfermeros de Estados Unidos se rigen por la Ley de Ejercicio de la Enfermería (NPA, por sus siglas en inglés), que son leyes que protegen la salud y el bienestar del público al definir las prácticas seguras de la enfermería. Todos los estados y territorios de EE. UU. tienen una ley de práctica de enfermería. Las normas y reglamentos pueden variar de un estado a otro. Por ello, es importante conocer las leyes vigentes que rigen las prácticas de enfermería en su estado.
Algunos de los requisitos típicos para ingresar en una escuela de enfermería, pueden ser los siguientes: Título de licenciatura, nota media requerida por la escuela elegida, solicitud de admisión, redacción personal, entrevista personal, recomendaciones de profesores, experiencia como voluntario (preferiblemente en el ámbito sanitario), pago de la solicitud, examen de inglés como lengua extranjera (TOEFL) si procede, puntuaciones mínimas en el SAT o TEAS. Los estudiantes que deseen obtener un ADN o un BSN en enfermería deben cumplir primero los prerrequisitos necesarios de artes liberales, matemáticas y ciencias. Los cursos básicos de anatomía, fisiología, biología, psicología y anatomía suelen ser obligatorios en los programas de enfermería. Una calificación mínima de «C» en estos cursos suele ser necesaria para la admisión en las escuelas de enfermería.

## Economía
En 2011, había 2,24 millones de enfermeros registrados en China.En 2014, Estados Unidos tenía aproximadamente 2,751,000 enfermeros registradosy Canadá algo más de 250,000. En Estados Unidos y Canadá, esto equivale aproximadamente a ocho enfermeros por cada 1000 habitantes. Según la Oficina de Estadísticas Laborales, se prevé que los empleos de enfermería registrada crezcan un 15 % entre 2016 y 2026, mucho más rápido que la tasa media general. La tasa de crecimiento en Estados Unidos obedece a varias razones, entre ellas un mayor interés por la atención preventiva, un aumento de las enfermedades crónicas y la demanda de servicios que exige la generación del baby boom.Los enfermeros titulados mejor pagados de Estados Unidos están en California. Las ciudades californianas suelen estar entre las cinco áreas metropolitanas mejor pagadas para los enfermeros registrados del país.La mayoría de las enfermeros registrados empiezan a trabajar con salarios competitivos. El salario medio anual para las enfermeros registrados fue de USD 80,000 por año a partir de junio de 2020, según la Oficina de Estadísticas Laborales (BLS, por sus siglas en inglés). El 10 por ciento más bajo de RN ganó menos de USD 70,000, y el 10 por ciento más alto ganó más de USD 101,360 para 2015.